# 珍娜·布什
珍娜·韋爾奇·布希·海格（英語：Jenna Welch Bush Hager，1981年11月25日—），是美國新聞主播、作家和記者。珍娜是美國第43任總統喬治·沃克·布什的女兒，她是美國第41任總統喬治·赫伯特·沃克·布什的孫女。